# Jean-Claude Vimont
Jean-Claude Vimont est un historien français, spécialisé dans l'histoire de la justice et des univers carcéraux, né à Paris le 15 janvier 1955 et mort à Rouen le 28 octobre 2015,.

## Biographie
Il rédige sa thèse sous la direction de Michelle Perrot.
Enseignant-chercheur à l'université de Rouen-Normandie et membre du Groupe de recherches d'histoire (GRHIS), il participe au site d'histoire de la justice Criminocorpus et consacre ses recherches à plusieurs domaines de la justice pénale et de ses prolongements pénitentiaires : l'histoire de la détention politique, l'histoire des mineurs de justice, l'histoire des camps d'internement du XXe siècle, l'histoire des prisons, l'histoire des dispositifs expérimentaux mis en place après 1945 en direction des relégués multirécidivistes jusqu'en 1970.
A travers ses recherches historiques ou orales, Jean-Claude Vimont s'est interrogé sur la honte que pouvaient ressentir les détenus ou anciens détenus.  En lien avec Frédéric Chauvaud dans Histoires de la souffrance sociale (2007), il a montré que la honte sociale existait chez les multirécidivistes frappés d’une peine complémentaire perpétuelle (appliquée entre 1885 et 1970) et que celle-ci s'intégrait, dans sa dimension intime, personnelle et parfois collective, à « la honte d’être ce que l’on est, de vivre ce dont on est victime, d’être assimilé à un groupe, d’être étiqueté dans une catégorie dénigrée, réprouvée, exclue. ». 
Il meurt le 28 octobre 2015 des suites d'une longue maladie.
Le département d'histoire de l'université de Rouen et les membres du GRHIS lui consacrent une journée d'hommages le 16 novembre 2016.

## Publications
- Punir autrement. Les prisons de Seine-Inférieure pendant la Révolution, Rouen, CRDP, 1989, 144 p.
- La prison politique en France. Genèse d’un mode d’incarcération spécifique (XVIIIe – XXe siècles)[9], Paris, Anthropos-Economica, 1993, 503 p.
- (dir.) Jeunes, déviances et identités du XVIIIe au XXe siècle, Rouen, Presses universitaires de Rouen et du Havre, Cahiers du Ghris, no 15, 2005, 157 p.
- (dir.) Sous l'œil de l'expert. Les dossiers judiciaires de personnalité, Rouen, Presses universitaires de Rouen et du Havre, Changer d'époque, no 22, 2010, 192 p.
- La prison. À l'Ombre des hauts murs, Paris, Gallimard, coll. « Découvertes Gallimard / Histoire » (no 449), 2004, 128 p.[10]
- Justice et détention politique, Revue Criminocorpus, 2012.
- Les rebelles face à la justice, Revue Criminocorpus, 2014.
- Bibliographie complète